# Edmunds megye
Edmunds megye az Amerikai Egyesült Államokban, azon belül Dél-Dakota államban található. Megyeszékhelye és legnagyobb városa Ipswich. Lakosainak száma 3986 fő (2020. április 1.). Edmunds megye McPherson, Brown, Faulk, Potter és Walworth megyékkel határos.

## Népesség
A megye népességének változása:
| Lakosok száma | 4075 | 4063 | 4037 | 4041 | 3999 | 3986 |
|               | 2010 | 2011 | 2012 | 2013 | 2015 | 2020 |